# Francisco de Trejo
Francisco de Trejo (Villasbuenas de Gata, Cáceres, 1526 – Mérida (Venezuela), después de junio de 1600), fue un conquistador español.

## Biografía
Francisco de Trejo nació en Villasbuenas de Gata (Cáceres), en el año 1526, hijo de Cristóbal de Trejo y María Pascual; llegaba al Nuevo Mundo en 1546 con las tropas que llevaba don Pedro de la Gasca para sofocar la rebelión peruana de Gonzalo Pizarro. Combate con las fuerzas reales en la batalla de Jaquijaguana y al quedar resuelto el conflicto peruano cambia de lugar.
Terminado su compromiso con de la Gasca, como el territorio peruano no ofrecía en aquellos momentos grandes alicientes, Francisco de Trejo dejará el Perú y se enrola en los tercios conquistadores que han acudido desde el Nuevo Reino de Granada. Ya en el territorio de la actual Colombia se suma al proceso conquistador de aquel territorio y marcha hacia el noroeste al mando del capitán Pedro de Ursúa; participa en la campaña contra los indios “chitareros” y una vez que los han pacificado fundaban en los dominios indígenas la Pamplona andina, el 1 de noviembre de 1549.

### Soldado fogoso
Como Francisco de Trejo es inquieto y batallador, como le ha tomado sabor a su cometido castrense, después de la campaña norteña busca la acción y vuelve nuevamente hacia el sur neogranadino y en la ciudad Tocaima se alista entre los expedicionarios del capitán Andrés López de Galarza para explorar y conquistar a los Pijao del Valle de las Lanzas, donde las indomables tribus que poblaban aquel territorio, por su extremada belicosidad, no dejaban acercarse a los españoles.
El 25 de junio de 1550 iniciada la campaña los conquistadores llegaron a un lugar que llamaron: “El valle de las lanzas”. Donde son detenidos y desviados por las tribus nativas, que niegan el paso al conquistador iniciando ahí una cruel guerra que duraría sesenta años y costaría cuatro mil hombres españoles y cuarenta mil indios. Dirigieron la resistencia indígena el cacique Titamo gobernante de la cuenca del río Cuello asistido por el cacique Quicuima gobernante de la cuenca del río del mismo nombre, quienes hostigaron y combatieron en varios encuentros el paso de Andrés López de Galarza En aquellos parajes, después de duros enfrentamientos donde los españoles eran hostigados diariamente y perdieron a varios de sus hombres, al final lograban fundar la ciudad de Ibagué el 14 de octubre de 1550. Después de fundar Ibagué, como le ha gustado el norte neogranadino, que le recuerda a sus agrestes paisajes de origen, se establese como encomendero de la ciudad de Buga.

### Derrota en el río Amoyá
Para 1556 Francisco de Trejo organiza una campaña con sesenta soldados y un número mayor de nativos aliados para hacerse de los territorios del rio Amoyá determinado a conquistar los pijaos, entrando a la región de Amoya por la parte norte y descendiendo por este hasta un valle donde asienta una fortificación que nombra Medina de las Torres, cerca al lugar del actual municipio de Chaparral en el Tolima.
Desde esta fortificación envía a Francisco de Barrios sobrino del Arzobispo Juan de los Barrios a dar visita a la provincia de Amoya, este con descuido envía amenazas al cacique Matora que sin esperar el plazo puesto por los españoles ataca con quinientos hombres el fuerte y obligan a Trejo a regresar a la ciudad de Buga con sus ejércitos disminuidos y en derrota.

### Cabildante
Como Trejo no repara en maquinaciones porque todavía no conocía los perversos recovecos del alma humana, estando en Pamplona se alista en una expedición para castigar a un honorable capitán que su único delito había sido fundar la ciudad de Mérida en los confines de “las Sierras Nevadas”
El honorable capitán que había fundado Mérida y al que iban a prender, se llamaba Juan Rodríguez Suárez, que enemistado con el capitán Juan Maldonado por asuntos de competencia castrense, éste se valía de sus influencias en la Real Audiencia de Santa Fe para deshacer lo que Rodríguez Suárez había conseguido materializar. 
Mientras Rodríguez Suárez era conducido preso a Bogotá, Maldonado mudaba la ciudad de Mérida de primer emplazamiento y la rebautizaba con el nombre de “Santiago de los Caballeros”, y el soldado Francisco de Trejo es elegido regidor en el primer Cabildo de la refundada ciudad. Pero el regidor, al mismo tiempo que ocupaba el cargo, conservaba las armas en la mano para repeler los ataques de los indígenas que asolaban el emplazamiento. 
Trejo se queda definitivamente en Mérida y cuando en 1561 se produce el ataque a Venezuela de Lope de Aguirre, Trejo y un tal Cristóbal de Saucedo, serán los que den la noticia a la Real Audiencia.

### Muerte del capitán
Mientras Trejo caminaba hacia Bogotá para llevar la noticia de la invasión, Juan Rodríguez Suárez, quien fue también el promotor de la fundación de Caracas con Francisco Fajardo, se encontraba por aquellos territorios, e intentando atajar los desmanes de Lope de Aguirre con cinco compañeros más, moría a flechazos en una emboscada que le tendieron los indios cuando se disponía a cumplir con su deber. 
Unos días más tarde, cuando la infausta noticia llegaba hasta Mérida, amigos y enemigos de Juan Rodríguez Suárez, lloraron su muerte por el buen recuerdo que guardaban de él los que habían servido a su lado. 

### La amenaza de Aguirre
Trejo, a todo galope volvía de Bogotá y voluntariamente se sumaba a la gente que iba a repeler a la ciudad de Barquisimeto la amenaza de Lope de Aguirre. Afortunadamente el incidente se solventó con rapidez, ya que los soldados de Aguirre lo abandonaron porque ninguno de ellos quería seguir a su lado por las tropelías y crímenes que había cometido aquel capitán, convertido en un loco tirano.

### Recompensas
Sus contribuciones y los valiosos servicios prestados por Francisco de Trejo a la conquista de los territorios neogranadinos, se verían recompensados. Por disposición del Presidente de la Real Audiencia de Santa Fe, el Dr. Venero de Leiva, basado en la excelente hoja de servicios del extremeño, se le adjudicaba una extensa encomienda con un numeroso lote de casas, con sus indios y caciques. 
Con el apoyo de esta dádiva, Francisco de Trejo se queda a vivir en Mérida atendiendo a su encomienda. Su equilibrado juicio y su fama de buen soldado le avalarán para ocupar cargos de responsabilidad durante once años en el Cabildo merideño. En 1576 será nombrado alcalde ordinario, al año siguiente es electo regidor; a finales de 1579 le nombrarán teniente de corregidor y justicia mayor; este cargo lo ostentará hasta enero de 1581 y volverá a ocuparlo en 1582. Nuevamente será nombrado alcalde ordinario de Mérida en 1584 y regidor en 1587.

### El final del guerrero
Parece ser que no contrajo matrimonio ni tuvo descendencia, ya que en sus dos testamentos, fechados en la Mérida andina, el 12 de febrero de 1599 y el dos de junio de 1600, no nombra a ningún heredero, y además funda una capellanía para el padre Francisco Izarra de la Peña. Debió de morir después de firmar su último testamento.
Con anterioridad, el 30 de diciembre de 1578, por haberle dado a la iglesia limosna de diez pesos de oro, el padre Antón de Escámez, le señaló sepultura a perpetuidad en la iglesia mayor de Mérida. En los protocolos notariales de la Mérida andina, aparece en repetidas ocasiones Francisco de Trejo, registrando actos protocolares del Cabildo, dando o recibiendo poderes, o en diligencias de compra-venta.